# 34689 Flewelling
34689 Flewelling este o planetă minoră (asteroid), cu un diametru de 7,274 km, din centura de asteroizi. A fost descoperită pe 24 martie 2001 la Stația Anderson Mesa de Lowell Observatory Near-Earth-Object Search și a fost numită după Heather A. Flewelling⁠(d). 
Obiectul prezintă o orbită caracterizată de o semiaxă mare de 2,6175369 UAi, o excentricitate de 0,26, o înclinație de 13,10302 ° în raport cu ecliptica.